# Failly
Failly – miejscowość i gmina we Francji, w regionie Grand Est, w departamencie Mozela.
Według danych na rok 1990 gminę zamieszkiwało 546 osób, a gęstość zaludnienia wynosiła 81 osób/km² (wśród 2335 gmin Lotaryngii Failly plasuje się na 563. miejscu pod względem liczby ludności, natomiast pod względem powierzchni na miejscu 855.).